# Casa Nova de la Codina
La Casa Nova de la Codina és una obra de la Vall d'en Bas (Garrotxa) protegida com a bé cultural d'interès local.

## Descripció
És un edifici civil orientat a sud i cobert amb teulada a dues vessants. S'accedeix mitjançant una escala de pedra. A la façana principal hi ha una galeria de fusta. L'edifici presenta tres cossos diferenciats segons les successives ampliacions. A la part del davant hi ha una era i una cabana en perfecte estat de conservació. A la part del darrere hi ha dues petites quadres. La casa està envoltada per una tàpia ben conservada.